# صالة باشكنت للكرة الطائرة
صالة باشكنت للكرة الطائرة هي صالة مغطاة لرياضة الكرة الطائرة تقع في أنقرة، تركيا. تم افتتاحها في عام 2010 وتستوعب حوالي 7،600 مشجع.